# Télécommunications en Europe
Le secteur des télécommunications en Europe concerne 29 000 sociétés et plus d'un million d'employés.

## Cadre
En Europe, les télécommunications sont réglementées par l'Union européenne, les États, et normalisées par des acteurs comme l'European Telecommunications Standards Institute (ETSI).

## Téléphonie

### Téléphonie fixe
| Le graphique qui aurait dû être présenté ici ne peut pas être affiché car il utilise l'ancienne extension Graph, désactivée pour des questions de sécurité. Des indications pour créer un nouveau graphique avec la nouvelle extension Chart sont disponibles ici . |
| Source Eurostat Fixed broadband - subscriptions by speed [isoc_tc_fbsusp] Last update: 13-08-2014 |

## Internet
En mai 2015, la Commission européenne a annoncé qu’elle entamerait en 2021 une révision des lois européennes sur les télécommunications pour améliorer la couverture Internet et les débits en Europe.